# Die Rumba-Therapie
Die Rumba-Therapie (Originaltitel: Rumba la vie) ist ein französisch-belgischer Spielfilm aus dem Jahr 2022 mit Louna Espinosa und Franck Dubosc,  der auch Regie führte und das Drehbuch schrieb.

## Handlung
Tony Quentin ist ein einzelgängerischer Schulbusfahrer und Raucher. In der Busgarage erleidet er einen Herzinfarkt und wird von seinem Arbeitskollegen Gilles erstversorgt. Im Krankenhaus wird ihm ein Stent eingesetzt, sein behandelnder Arzt ist Dr. Mory. Nach seiner Entlassung beschließt Tony, Kontakt zu seiner Tochter Maria Rodriguez zu suchen. Deren Mutter Carmen Rodriguez Llorca hatte er noch während der Schwangerschaft verlassen. Carmen ist zwar alles andere als begeistert, als Tony plötzlich vor ihr steht, trotzdem verrät sie ihm, dass Maria als Tanzlehrerin in Paris arbeitet.
Um seiner Tochter näherzukommen und sie kennenzulernen, ohne dabei seine wahre Identität offenzulegen, meldet er sich unter falschem Namen mit seiner Nachbarin Fanny für einen Rumba-Kurs bei Maria an. Tatsächlich erhalten die beiden einen Platz in Marias Klasse. Nach einiger Zeit rät Fanny Tony, seiner Tochter seine Identität zu offenbaren, was er schließlich auch macht. Allerdings behauptet er, Englischlehrer zu sein, was ihm Maria nicht abnimmt. Marias Freund Diego rät ihr, ihm trotzdem eine Chance zu geben. Später gesteht Tony seiner Tochter, dass er in Wahrheit Busfahrer ist.
Marias Traum ist die Teilnahme am Blackpool Dance Festival, allerdings liegt ihr Tanzpartner im Krankenhaus. Daher schlägt sie ihrem Vater vor, gemeinsam teilzunehmen. Tony hört dafür auf Wunsch seiner Tochter mit dem Rauchen auf. In Blackpool geht Tony kurz vor dem Wettbewerb vor die Tür, um sich eine Zigarette anzuzünden, er gibt die Zigarette einem Bettler, sperrt sich aber dabei mit einer selbst schließenden Tür aus dem Theater Winter Gardens aus, sodass die beiden die Teilnahme am Wettbewerb verpassen. Einige Zeit später taucht Diego bei Tony in der Busgarage auf und lädt ihn zu seiner Hochzeit mit Maria in Andalusien ein, wo Tony mit seiner Tochter tanzt.

## Besetzung und Synchronisation
Die deutschsprachige Synchronisation übernahm die TaunusFilm Synchron GmbH. Dialogregie führte Monica Bielenstein, das Dialogbuch schrieb Annemarie Vogel.
| Rolle                   | Darsteller             | Synchronsprecher    |
| ----------------------- | ---------------------- | ------------------- |
| Tony Quentin            | Franck Dubosc          | Bernd Vollbrecht    |
| Maria Rodriguez         | Louna Espinosa         | Magdalena Höfner    |
| Gilles                  | Jean-Pierre Darroussin | Lutz Schnell        |
| Fanny Massamba          | Marie-Philomène Nga    | Almut Zydra         |
| Carmen Rodriguez Llorca | Karina Marimon         | Susanne von Medvey  |
| Josy                    | Catherine Jacob        | Judith Steinhäuser  |
| Dr. Mory                | Michel Houellebecq     | Lutz Mackensy       |
| Annick                  | Marie Vincent          | Heide Domanowski    |
| Diego                   | Constantin Vidal       | Amadeus Strobl      |
| Sarah                   | Claire Bouanich        | Franziska Trunte    |
| Philippe                | Philippe Uchan         | Gerald Schaale      |
| Bernard                 | Christophe Canard      | Sascha Oliver Bauer |
| Maxime                  | Nicolas Chupin         | Lucas Wecker        |

## Produktion und Hintergrund
Der Film wurde von französischen Gaumont, Pour toi public Productions, TF1 Films Production und der belgischen Umedia produziert, als Produzentin fungierte Sidonie Dumas. Den Verleih übernahm in Deutschland die Neue Visionen. Die Dreharbeiten fanden an 40 Drehtagen vom 20. August bis zum 16. Oktober 2020 in Frankreich und England statt. Die Szenen des Blackpool-Wettbewerbs entstanden in der Tschechischen Republik.
Die Kamera führten Ludovic Colbeau-Justin und Dominique Fausset, die Musik schrieben Sylvain Goldberg und Matteo Locasciulli, die Montage verantwortete Samuel Danési. Das Szenenbild gestaltete Arnaud Putman und das Kostümbild Isabelle Mathieu. Für Franck Dubosc war dies nach Liebe bringt alles ins Rollen (2018) seine zweite Regiearbeit. Schriftsteller Michel Houellebecq hat eine Rolle als Tonys Arzt. Hauptdarstellerin Louna Espinosa absolvierte für den Film ein Tanztraining bei Tänzerin und Choreographin Denitsa Ikonomova.

## Veröffentlichung
Premiere war am 18. Januar 2022 am Festival international du film de comédie de l’Alpe d’Huez in Alpe d’Huez. In Frankreich kam der Film 24. August 2022 in die Kinos, der deutsche Kinostart war am 22. Juni 2023 und der österreichische am darauffolgenden Tag. 2023 wurde der Film auch am Festival des deutschen Films sowie am Filmfest Bremen gezeigt.
Auf Sky Cinema wurde der Film am 23. März 2024 veröffentlicht. In der ARD Mediathek wurde der Film am 28. März 2025 veröffentlicht, im BR Fernsehen wurde der Film am 30. März 2025 erstmals ausgestrahlt.

## Rezeption
Gaby Sikorski vergab auf filmstarts.de drei von fünf Sternen. Der Streifen sei kein vordergründiger Tanzfilm, sondern eine zumindest in der ersten Hälfte gut gemachte, gagreiche Komödie, die in der zweiten Hälfte an Schwung verliere, zu einer beinahe melancholischen Vater-Tochter-Geschichte mutiere und erst zum Ende hin wieder an Power gewinne.
Oliver Armknecht bewertete den Film auf film-rezensionen.de mit sechs von zehn Punkten. Der Film kombiniere komische Momente mit nachdenklichen, halte sich an mehreren Stellen an Konventionen, gehe zum Teil aber auch eigene Wege. Das Tanzen werde dabei zu einem Symbol für eine Annäherung und sei zugleich Aufforderung, offen durch die Welt zu gehen.
Filmdienst.de (4 von 5 Sterne) bezeichnete die Produktion als sympathische, gut gespielte Komödie um den Versuch, in der zweiten Hälfte des Lebens die Fehler der ersten auszubügeln. Die Furcht vor Ablehnung und Einsamkeit nehme der Film ernsthaft, wenngleich auch mit satirischem Biss auf, während vor allem das Verstellungsspiel eines tanzenden Tanzverächters für originelle Pointen sorge.
tvspielfilm.de urteilte: „Ein schwungvoller, charmanter, aber zu simpler Wohlfühlfilm“. Dem amüsanten Film mit charmanten Momenten fehle es an Tiefgang und Biss. Zu leicht falle der eher unsympathischen Hauptfigur alles in den Schoß, zu sauber löse sich jeder Konflikt in Luft auf.

## Auszeichnungen
Filmfest Bremen 2023
- Auszeichnung als Bester Langfilm – Humor/Satire (Franck Dubosc)[2]